# Kapfenberger Sportvereinigung 2012-2013
Questa voce raccoglie le informazioni riguardanti il Kapfenberger Sportvereinigung nelle competizioni ufficiali della stagione 2012-2013.

## Rosa
Aggiornata al giugno 2012.
| N. |                    | Ruolo | Calciatore         |
| -- | ------------------ | ----- | ------------------ |
| 1  | Austria (bandiera) | P     | Patrick Kostner    |
| 2  | Austria (bandiera) | D     | René Pitter        |
| 3  | Austria (bandiera) | D     | Manfred Gollner    |
| 4  | Austria (bandiera) | D     | Joachim Standfest  |
| 5  | Austria (bandiera) | D     | David Otter        |
| 6  | Austria (bandiera) | D     | Dominic Pürcher    |
| 8  | Austria (bandiera) | D     | Thomas Burgstaller |
| 9  | Austria (bandiera) | C     | Thomas Csobadi     |
| 10 | Austria (bandiera) | C     | David Sencar       |
| 11 | Austria (bandiera) | A     | Dieter Elsneg      |
| 12 | Austria (bandiera) | P     | Christoph Nicht    |
| 13 | Austria (bandiera) | C     | Nico Antonitsch    |
| 14 | Austria (bandiera) | C     | Markus Felfernig   |
| 15 | Austria (bandiera) | C     | Mario Grgić        |
| 16 | Austria (bandiera) | C     | Ibrahim Bingöl     |

| N. |                       | Ruolo | Calciatore         |
| -- | --------------------- | ----- | ------------------ |
| 17 | Montenegro (bandiera) | D     | Argzim Redžović    |
| 18 | Austria (bandiera)    | D     | Lukas Graf         |
| 19 | Austria (bandiera)    | C     | Danijel Mićić      |
| 21 | Spagna (bandiera)     | C     | Ismael Barragán    |
| 25 | Austria (bandiera)    | A     | Thomas Hirschhofer |
| 26 | Austria (bandiera)    | P     | Paul Paiduch       |
| 27 | Austria (bandiera)    | A     | Sanel Kuljić       |
| 29 | Austria (bandiera)    | C     | Philipp Wendler    |
| 30 | Austria (bandiera)    | C     | Ralph Spirk        |
| 33 | Austria (bandiera)    | C     | Patrick Wolf       |
| 34 | Slovenia (bandiera)   | A     | Dragan Jelić       |
| 36 | Austria (bandiera)    | P     | Andreas Lukse      |
| 41 | Polonia (bandiera)    | D     | Tomasz Welnicki    |
| 42 | Brasile (bandiera)    | A     | Ronivaldo          |
| 66 | Austria (bandiera)    | D     | Thomas Schönberger |